# 乳頭筋
乳頭筋（にゅうとうきん、英: Papillary muscle）は、心臓の心室にある筋肉群。それらは、腱索を介して房室弁（僧帽弁および三尖弁としても知られる）の尖に付着し、収縮して、収縮期のこれらの弁の反転または脱出 （または心室収縮）を防ぐ。乳頭筋は全心臓質量の約10%を占める。

## 構造
心臓には右心室に3つ、左に2つ、合計5つの乳頭筋がある。右心室の前部、後部、および中隔乳頭筋はそれぞれ腱索を介して三尖弁を支える。左心室の前外側および後内側乳頭筋は、腱索を介して僧帽弁を支える。

### 血液供給
左心室の僧帽弁乳頭筋は、前外側筋および後内側筋と呼ばれる。
- 前外側筋血液供給： 左前下行動脈 -対角枝（左冠動脈前下行枝(Left anterior descending coronary artery; LAD)）および左回旋動脈 - 鈍角辺縁枝（左冠動脈回旋枝(Left circumflex coronary artery; LCX)）
- 後内側筋の血液供給： 右冠動脈 - 後室間動脈 （右冠動脈(Right coronary artery; RCA)）

後内側筋は、血液供給源が1つしかないため、破裂頻度が高い。したがって、RCA閉塞は、乳頭筋破裂を引き起こす可能性がある 。

## 機能
右心室と左心室の両方の乳頭筋は、心室収縮の直前に収縮し始め、全体を通して緊張を維持する。これにより、逆流する血液（房室弁が脱出しないように固定することにより、心室の血液が心房腔に逆流する）が、心室の高圧によって心房に押し戻されるのを防ぐ。

## 臨床的な意義
乳頭筋断裂は心筋梗塞によって引き起こされる可能性があり、機能障害は虚血によって引き起こされる可能性がある。どちらの合併症も、僧帽弁逆流の悪化につながる可能性がある。

## 追加画像

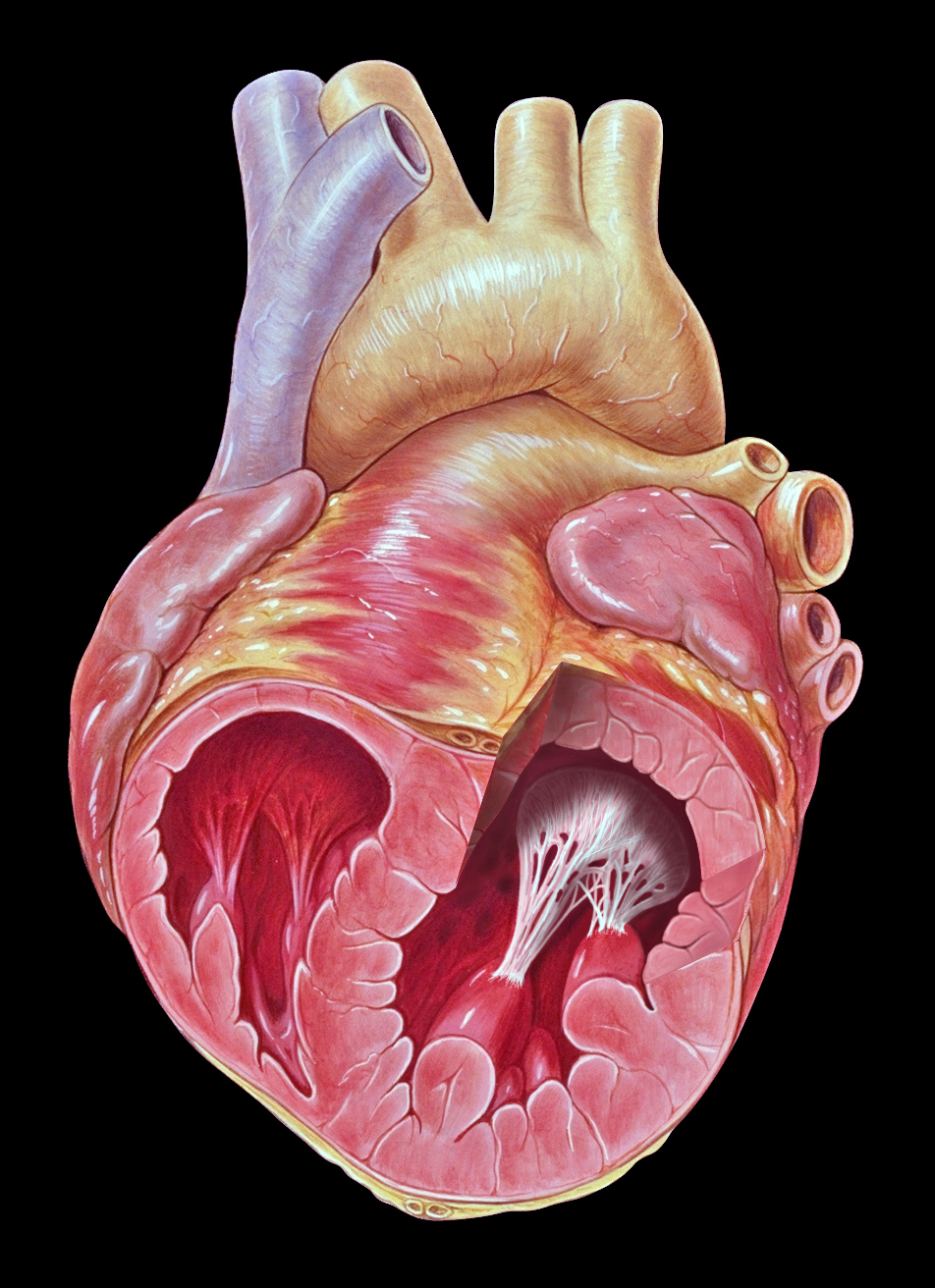
乳頭筋と腱索を表示する開いた心腔
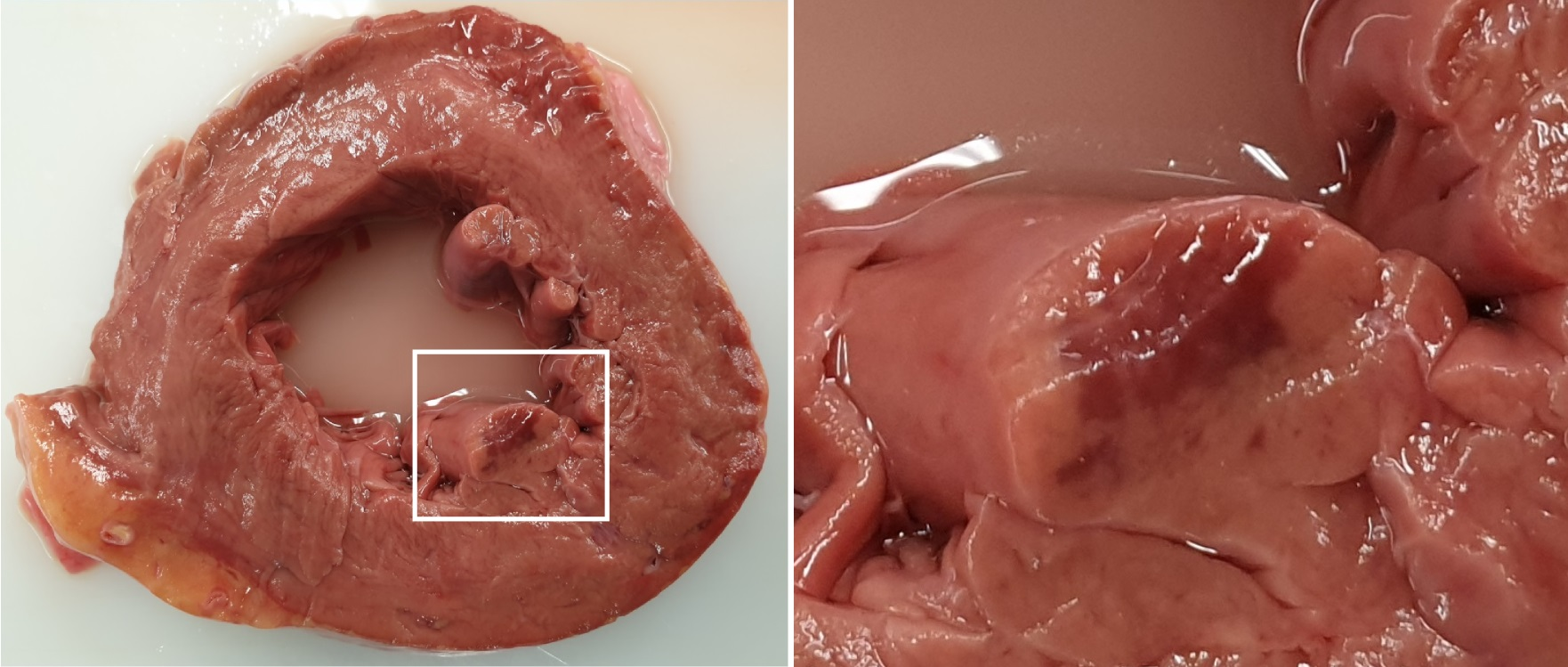
乳頭筋梗塞
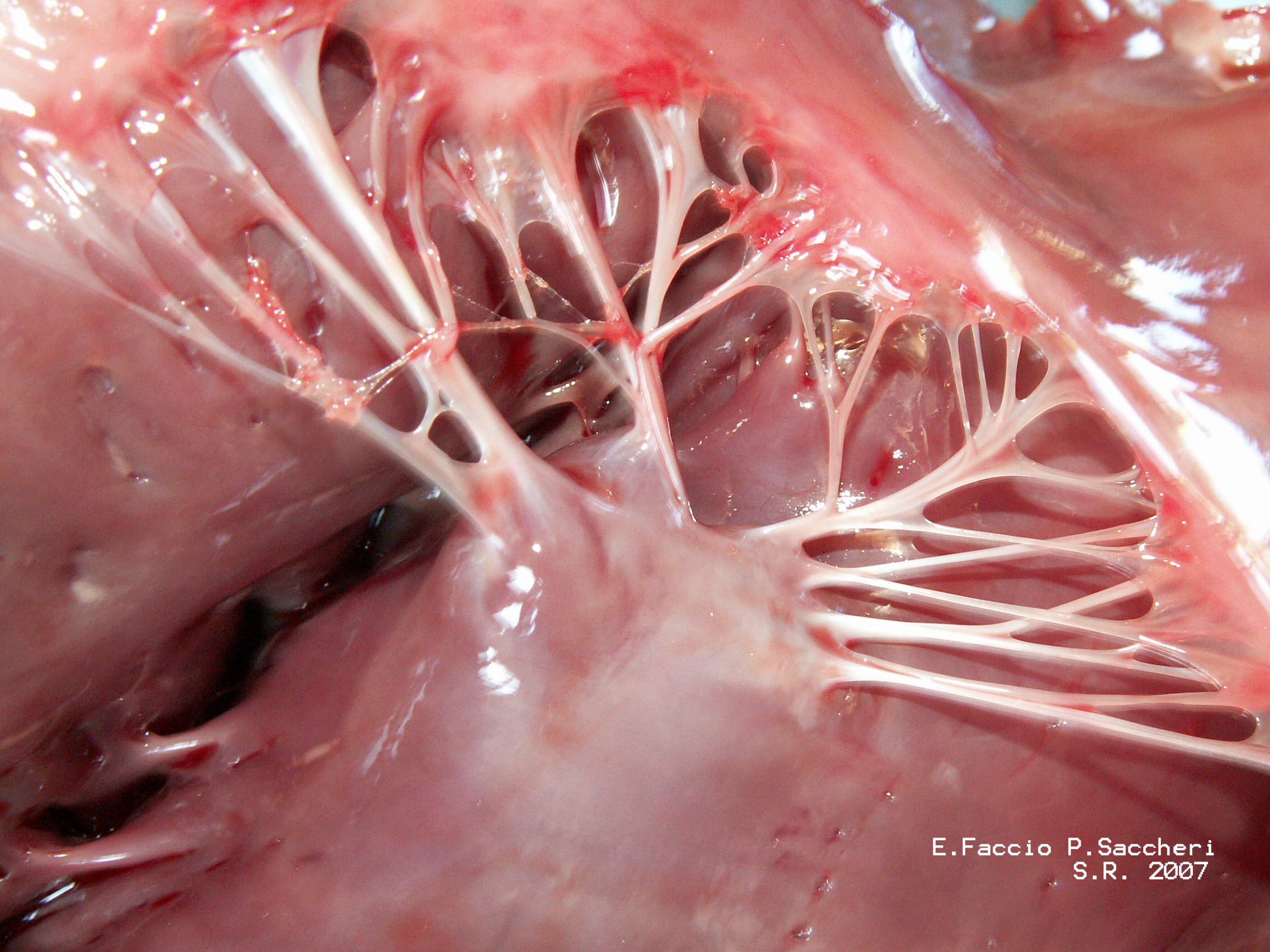
乳頭筋と腱索
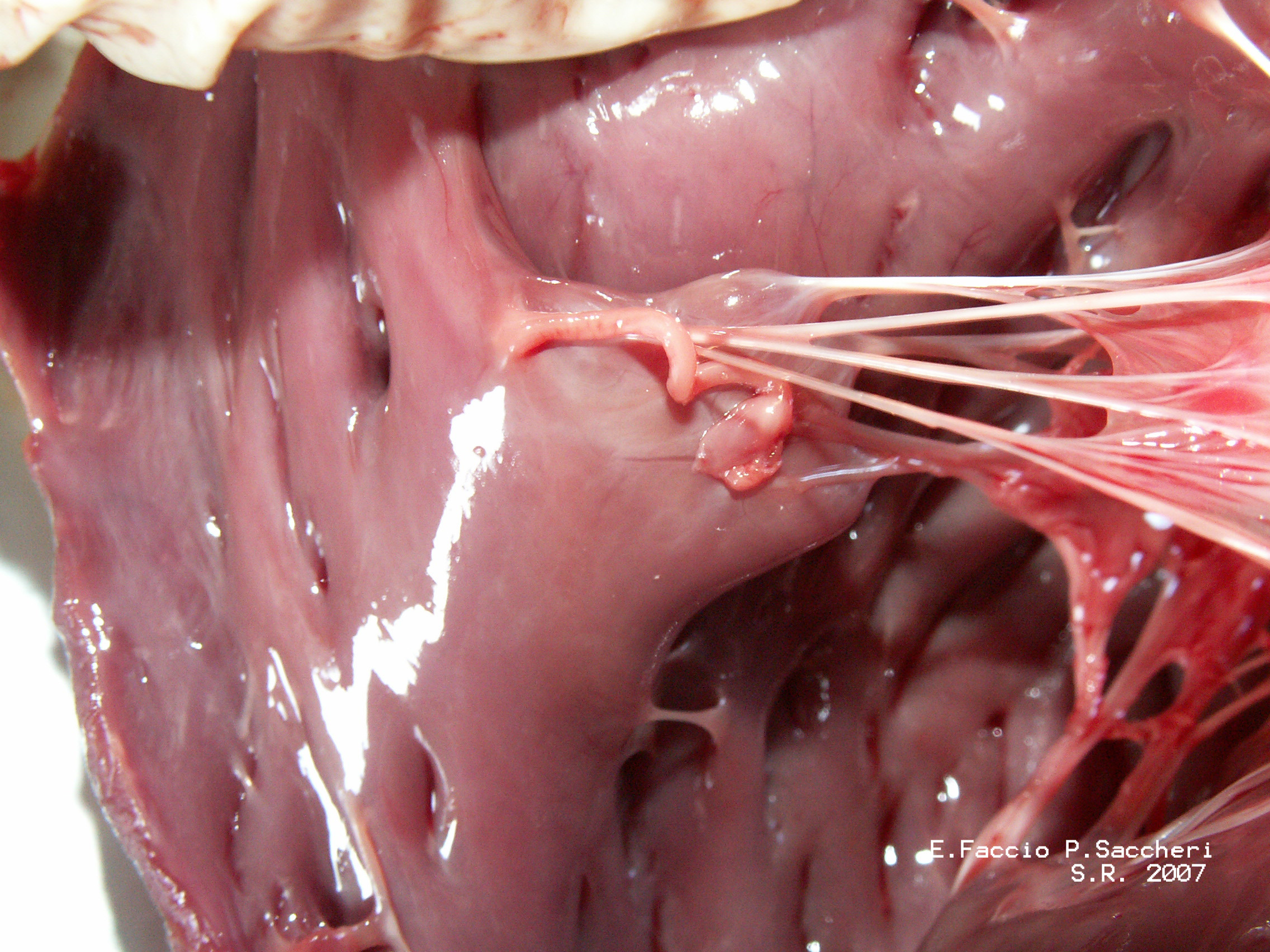
乳頭筋と腱索
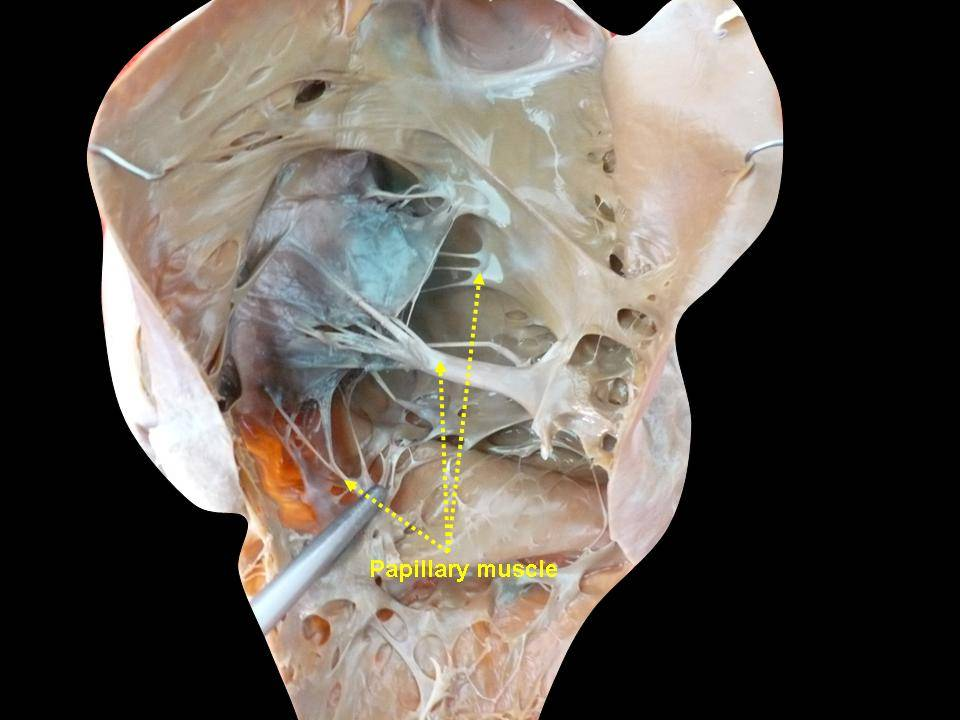
乳頭筋。深部解剖。